# Unt de cacao

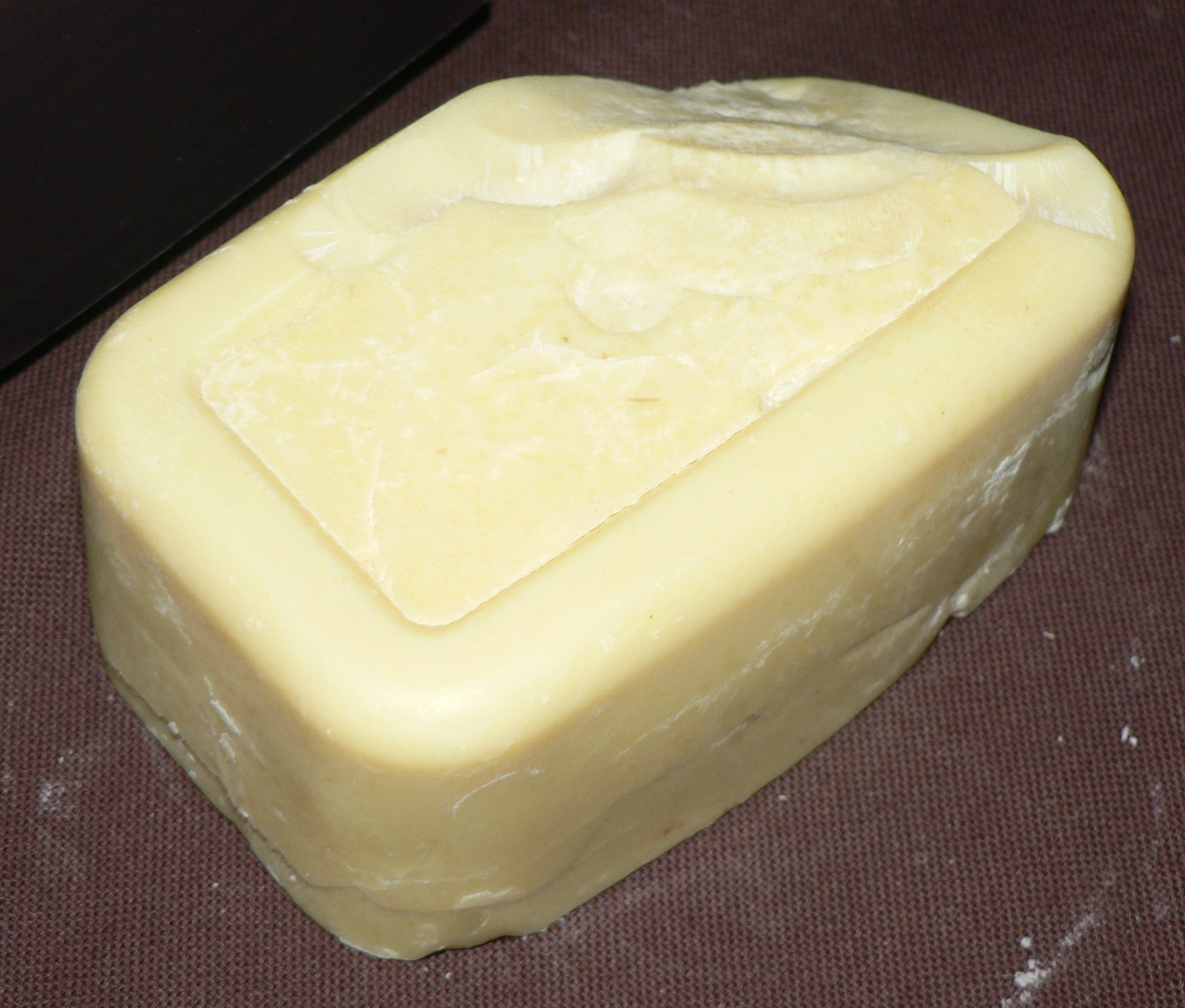
Aspectul untului de cacao

Untul de cacao (butir cacao sau oleum theobromatis) este o grăsime vegetală solidă, de culoare alb-gălbuie, comestibilă, obținută din boabele de cacao. Este utilizat în procesul de fabricare al ciocolatei, dar este și un excipient, putând fi bază grasă pentru unele unguente și supozitoare. Prezintă o aromă de cacao, iar punctul său de topire este apropiat de temperatura corpului uman.

## Obținere
Untul de cacao este obținut din boabe de cacao întregi. La fabricarea ciocolatei, boabele sunt fermentate înainte de a fi uscate. Boabele sunt apoi prăjite și separate de coaja lor pentru a produce niște sâmburi de cacao. Acestea sunt măcinate pentru a forma o masă de cacao, care este lichidă la temperaturi peste punctul de topire al untului de cacao. Acest lichid este presat pentru a separa untul de cacao de substanțele solide negrase.

## Compoziție

Oleopalmitostearina, principalul constituent al untului de cacao

Untul de cacao conține o cantitate mare de grăsimi saturate, precum și acid oleic mononesaturat, care apare de obicei în fiecare moleculă de trigliceridă, sub formă de ester. Trigliceridele predominante sunt POS, SOS, POP, unde literele reprezintă resturi de acid: P = palmitic, O = oleic și S = stearic. Untul de cacao, spre deosebire de substanțele solide de cacao negrase, conține doar urme de cofeină și teobromină. Cea mai comună trigliceridă este oleopalmitostearina (POS).
| Acid gras                | Procentaj |
| ------------------------ | --------- |
| Acid arahidic (C20:0)    | 1,0%      |
| Acid linoleic (C18:2)    | 3,2%      |
| Acid oleic (C18:1)       | 34,5%     |
| Acid palmitic (C16:0)    | 26,0%     |
| Acid palmitoleic (C16:1) | 0,3%      |
| Acid stearic (C18:0)     | 34,5%     |
| Alți acizi grași         | 0,5%      |